# Образцовые люди
«Образцовые люди» (англ. Sample People) — австралийский драматический и криминальный кинотриллер 2000 года режиссёра Клинтона Смита.

## Сюжет
Действие происходит в жаркие летние субботу и воскресенье в районе центрального Сиднея Ньютауне. Параллельно развиваются истории четырёх групп молодых людей, совершенно разных, но связанных между собой пристрастием к рейву, наркотикам и сексу.
Главарь местной наркомафии Ти Ти (Филд), владелец популярного одноимённого фильму ночного клуба Sample People, где он проводит свои сделки, узнаёт, что его любовница Джесс (Миноуг) не только изменяет ему с другим — одним из его курьеров Энди (Линдон), — но и собирается вместе с этим своим новым мужчиной его ограбить.
Начинающий музыкант Сем (Эдгертон) хочет вырваться подальше из неблагополучной обстановки, в том числе опасаясь за свою девушку-наркоманку Клео (Арунделл). Но она противится этому и, более того, сходится с новым в их компании женственным остряком-ловеласом Джоном (Мендельсон), постоянной жертвой своей невоздержанности на язык.
Испытывающему проблемы с самоконтролем Джоуи (Росняк), поклоннику культуры американского криминала, срочно нужны деньги, и, судя по всему, чтобы их заполучить, он готов применить раздобытый им пистолет. По крайней мере по этому поводу беспокоится его более рассудительный приятель Гас (Уилкинсон).
Продавец фалафельной закусочной Лен (Пейдж) намеревается сбежать со своей ночной смены на вечеринку в принадлежащий Ти Ти клуб, где той ночью в качестве диджея должна выступать работающая в магазине по соседству девушка по кличке Lush Puppy (Рой), в которую Лен очень сильно влюблён. В этом же кафе и пересекаются в развязке сюжетные линии персонажей, которые оказываются там во время попытки его ограбления.

## В ролях
- Кайли Миноуг — Джесс
- Бен Мендельсон — Джон
- Саймон Линдон[англ.] — Энди
- Дэвид Филд[англ.] — Ти Ти (англ. TT)
- Джоэл Эдгертон — Сем
- Пола Арунделл[англ.] — Клео
- Нейтан Пейдж[англ.] — Лен
- Натали Рой — DJ Lush Puppy
- Джастин Росняк — Джоуи
- Мэтью Уилкинсон — Гас
- Ганди Макинтайр — Фил
- Дориан Н’Коно — Шива

## Создание
По словам продюсера Эмиля Шермана, для которого этот проект стал дебютной работой в художественном кинематографе, к участию в нём его пригласил сверстник по Юридической школе Университета Нового Южного Уэльса, в дальнейшем — сопродюсер, Бартон Смит, брат режиссёра и сценариста фильма Клинтона Смита. Согласно интервью Клинтона австралийскому кинокритику Маргарет Померанц в телепередаче The Movie Show, исходный бюджет картины составлял 60 тысяч долларов, а первоначальная версия сценария строилась вокруг историй 26 персонажей. Позднее он был переписан, в том числе со смягчением откровенных элементов — с расчётом на более молодую аудиторию. Как утверждает исполнивший роль Сема Джоэл Эдгертон, желаемых актёров приманивали, сообщая о согласии на участие других, потенциально привлекательных для сотрудничества артистов ещё до его окончательного подтверждения последними (собрать планируемый состав этот ход тем не менее позволил).
Подготовительная стадия проходила в сентябре и октябре 1998 года, непосредственно съёмки фильма стартовали в начале ноября в Аделаиде (где и прошла подавляющая их часть), в декабре того же года начался этап постпродакшна. Звук был также смонтирован в Южной Австралии. За такой выбор локации производства кинокомиссия штата профинансировала 10 % бюджета картины. Остальная его часть складывалась из вложений независимых инвесторов, и общая сумма возросла приблизительно до 2 миллионов долларов. Несмотря на такую всё равно не слишком существенную финансовую базу, технические должности в съёмочной группе тем не менее занимали профессиональные кинематографисты.
Во время репетиции перед постановкой кульминационной сцены ограбления лавки фалафеля встревоженные местные жители вызвали полицию. Но ситуация не имела негативных последствий, поскольку один из прибывших на место патрульных оказался знакомым задействованного в эпизоде Нейтана Пейджа, и тот сумел объяснить ему, что происходящее является частью съёмочного процесса.
Эдгертон охарактеризовал свой опыт работы над картиной как «дьявольский», отметив, однако, что Шерман произвёл на него очень приятное впечатление. По словам Кайли Миноуг из интервью, входящего в пресс-кит к фильму, подготовленный его компанией-дистрибьютором REP (Becker Entertainment), о планируемых съёмках фильма она узнала за год до того, как присоединилась к коллективу. Как лучшее качество режиссёра Клинтона Смита она выделила убеждённость в успехе даже в случаях отсутствия чёткого плана, а также отметила, что тот был гибок по отношению к предложениям внести те или иные изменения от других членов труппы.
Саундтрек фильма включает современные аранжировки поп- и рок-композиций, считающихся в Австралии классическими, в том числе авторства Рассела Морриса, Джима Кейза, групп Sherbet и Skyhooks. Исполнителями выступили в частности Кайли Гаффни, группа The Mavis’s и сама Кайли Миноуг.

## Критика
Обозреватели находят некорректным позиционирование фильма как «„Криминального чтива“ поколения рейва». При отдельных общих чертах с тем (например, в структуре повествования, где — вместо более традиционного хронологического порядка событий — приблизительно в одном временном промежутке развиваются несколько практически независимых друг от друга сюжетных линий, каждая из которых излагается по отдельности целиком, а к концу раскрывается их взаимосвязь) они допускают такого рода прямое сопоставление лишь с британским фильмом «В отрыв!» (1999), называя «Образцовых людей» его австралийским эквивалентом. Тем не менее режиссёру успешно удаётся выдержать повествование в заданном этой выбранной структурой ключе, — несмотря на слабый, с точки зрения части критиков, сценарий, в том числе с предсказуемой развязкой (в то же время, по мнению Эдриана Мартина, правдоподобной, хоть и крайне жестокой).
Сам этот нарративный приём Мартин (отметивший, что тот применялся и до «Чтива» — к примеру, в фильме 1993 года «Короткие истории») и обозреватель журнала Film-Dienst Рене Классен считают избитым. И конкретно в случае «Образцовых людей», как полагает Классен, он не даёт требуемого результата, помимо прочего, из-за сильной нехватки проработанных персонажей. С точки зрения рецензента Sydney Morning Herald, более дерзкое, нежели продуманное решение использовать широкий набор центральных героев не оправдало себя. И, даже несмотря на значительное сокращение их числа по сравнению с задуманным на ранних этапах, их всё равно слишком много для того, чтобы режиссёр — в особенности дебютант — мог эффективно координировать их действия.
Создателей упрекают в эксплуатации при продвижении фильма имён такие известных в Австралии актёров, как Кайли Миноуг, Бен Мендельсон и Дэвид Филд, при том что, как полагают Мартин и автор обзора в Sydney Morning Herald, их потенциал, связанный по крайней мере с предшествующим опытом работы в крупных кинопроектах, никак не раскрывается, и в целом они играют на низком уровне. В частности критике подвергают то, что Миноуг используется в качестве лица фильма (даже с упоминанием в одном из вариантов слогана: «Секс, наркотики и Кайли»), в то время как появляется она лишь в нескольких сценах в общей сложности не более чем на 10—15 минут, а также само её исполнение, показывающее, на взгляд обозревателей, неспособность изобразить соблазнительную, эмоциальную героиню.
Редкими основательными, естественно рефлексирующими персонажами называют пару Сема и Клео в исполнении, соответственно, Джоэла Эдгертона и Полы Арунделл. Дуг Андерсон в газете Sydney Morning Herald, однако, указывает, что значительный конфликт в их взаимоотношениях разрешается слишком схематичным примирением. В определённой степени из общего ряда выделяют также Дэвида Филда в суровом, но, возможно, слишком прямолинейном образе криминального авторитета Ти Ти. Маргарет Померанц и её соведущий Дэвид Стрэттон высоко отзываются о молодом актёрском составе в целом, отмечая в отдельности Джастина Росняка (Джоуи). Мартин же считает уделение кинокартиной внимания герою, изображённому последним, и его партнёру по сюжетной линии бессмысленной тратой экранного времени.
Мнения относительно музыкального сопровождения разделились. Рене Классен из Film-Dienst находит его навязчивым; Дино Скатена в Cinema Papers излагает позицию, что, несмотря на несколько примечательных треков из него, оно по стилю бы больше подошло социальным дискотекам, организуемым полицией с целью пропаганды здорового образа жизни (англ. blue-light disco), чем для клубной тематики. В то же время, с точки зрения обозревателя Sydney Morning Herald, музыка соответствует имеющей определённый оттенок ретро атмосфере киноленты. Стрэттон отмечает в Variety, что достаточно живые, на его взгляд, мелодии должны приглянуться молодёжи, тем самым способствуя донесению истории. А по мнению Эдриана Мартина, песни в подобной современной обработке интересны и австралийским меломанам в целом.
Вне зависимости от своей позиции, касающейся качества сценария, авторы отзывов сходятся на том, что фильм очень привлекателен визуально: своим дизайном (цветовой палитрой, костюмами участников, мебелью и иной обстановкой сцен) и операторской работой (в частности выбором углов съёмки). Колумнист австралийской радиостанции triple j Меган Спенсер считает, что чрезмерная концентрация на этих внешних аспектах и могла стать причиной проблем с изложением истории.
Численные оценки фильма австралийскими критиками, сведённые журналом Cinema Papers, разнятся, с преобладанием низких, и усреднены к 3 баллам из 10 возможных.

## Награды
Дэвид Форман был удостоен премий отделения Западной и Южной Австралии Австралийского кинооператорского общества за лучшую операторскую работу в полнометражном фильме, а также за лучшую работу в общей категории.